# العلاقات السلوفاكية الفنلندية
العلاقات السلوفاكية الفنلندية هي العلاقات الثنائية التي تجمع بين سلوفاكيا وفنلندا.

## مقارنة بين البلدين
هذه مقارنة عامة ومرجعية للدولتين:
| وجه المقارنة                                              | سلوفاكيا                                                       | فنلندا                                                                               |
| --------------------------------------------------------- | -------------------------------------------------------------- | ------------------------------------------------------------------------------------ |
| المساحة (كم2)                                             | 49.03 ألف                                                      | 338.42 ألف                                                                           |
| عدد السكان (نسمة)                                         | 5.44 مليون                                                     | 5.52 مليون                                                                           |
| الكثافة السكانية (ن./كم²)                                 | 110.95                                                         | 16.31                                                                                |
| العاصمة                                                   | براتيسلافا                                                     | هلسنكي                                                                               |
| اللغة الرسمية                                             | اللغة السلوفاكية                                               | اللغة الفنلندية، اللغة السويدية                                                      |
| العملة                                                    | كرونة سلوفاكية، يورو                                           | يورو، ماركا فنلندية                                                                  |
| الناتج المحلي الإجمالي (بليون دولار)                      | 95.77 مليار                                                    | 251.88 مليار                                                                         |
| الناتج المحلي الإجمالي (تعادل القوة الشرائية) بليون دولار | 162.34 مليار                                                   | 231.84 مليار                                                                         |
| الناتج المحلي الإجمالي الاسمي للفرد دولار أمريكي          | 16.09 ألف                                                      | 42.31 ألف                                                                            |
| الناتج المحلي الإجمالي للفرد دولار أمريكي                 | 30.46 ألف                                                      | 40.68 ألف                                                                            |
| مؤشر التنمية البشرية                                      | 0.844                                                          | 0.883                                                                                |
| رمز المكالمات الدولي                                      | +421                                                           | +358                                                                                 |
| رمز الإنترنت                                              | .sk                                                            | .fi                                                                                  |
| المنطقة الزمنية                                           | توقيت وسط أوروبا، ت ع م+01:00، ت ع م+02:00، أوروبا/براتيسلافا ‏ | ت ع م+02:00، ت ع م+03:00، أوروبا/هلسنكي ‏، توقيت شرق أوروبا، توقيت شرق أوروبا الصيفي ‏ |

## مدن متوأمة
في ما يلي قائمة باتفاقيات التوأمة بين مدن سلوفاكية وفنلندية:
- ترتبط ليبتوفسكي ميكولاش مع كيمي باتفاقية توأمة.
- ترتبط بييشتاني مع هينولا باتفاقية توأمة.
- ترتبط كوشيتسه مع رآهي باتفاقية توأمة.
- ترتبط زفولن مع إيماترا باتفاقية توأمة.
- ترتبط براتيسلافا مع توركو باتفاقية توأمة منذ 3 أبريل 1969.[15][15][16][16]

## منظمات دولية مشتركة
يشترك البلدان في عضوية مجموعة من المنظمات الدولية، منها:
| علم المنظمة | اسم المنظمة                               | تاريخ انضمام سلوفاكيا | تاريخ انضمام فنلندا |
| ----------- | ----------------------------------------- | --------------------- | ------------------- |
|             | الاتحاد الأوروبي                          | 1 مايو 2004           | 1995                |
|             | وكالة ضمان الاستثمار متعدد الأطراف        | 1993                  | 28 ديسمبر 1988      |
|             | منظمة التعاون الاقتصادي والتنمية          | ?                     | 1969                |
|             | الأمم المتحدة                             | 19 يناير 1993         | 14 ديسمبر 1955      |
|             | الوكالة الدولية للطاقة                    | ?                     | ?                   |
|             | الفريق المعني برصد الأرض                  | ?                     | ?                   |
|             | مركز تنسيق الحركة في أوروبا ‏              | ?                     | ?                   |
|             | منظمة حظر الأسلحة الكيميائية              | ?                     | ?                   |
|             | منظمة التجارة العالمية                    | ?                     | 1995                |
|             | منظمة الشرطة الجنائية الدولية             | ?                     | ?                   |
|             | منظمة الأمن والتعاون في أوروبا            | 1993                  | 25 يونيو 1973       |
|             | مؤسسة التنمية الدولية                     | 1993                  | 29 ديسمبر 1960      |
|             | يونسكو                                    | 9 فبراير 1993         | 10 أكتوبر 1956      |
|             | الاتحاد البريدي العالمي                   | ?                     | ?                   |
|             | البنك الدولي للإنشاء والتعمير             | 1993                  | 14 يناير 1948       |
|             | اتفاقية السماوات المفتوحة                 | ?                     | ?                   |
|             | الاتحاد الدولي للاتصالات                  | 23 فبراير 1993        | 1 سبتمبر 1920       |
|             | مؤسسة التمويل الدولية                     | 1993                  | 20 يوليو 1956       |
|             | المنظمة الأوروبية لسلامة الملاحة الجوية   | 1997                  | 2001                |
|             | المركز الدولي لتسوية المنازعات الاستشارية | 26 يونيو 1994         | 8 فبراير 1969       |
|             | مجموعة أستراليا                           | 1994                  | 1991                |
|             | مجموعة الموردين النوويين                  | ?                     | ?                   |

## وصلات خارجية
- موقع وزارة الخارجية السلوفاكية
- موقع وزارة الخارجية الفنلندية